# Сеабра, Вериссиму Коррея
Вериссиму Коррея Сеабра (порт. Veríssimo Correia Seabra; 16 февраля 1947, Бисау, Португальская Гвинея — 6 октября 2004, Бисау, Гвинея-Бисау) — военный и государственный деятель Гвинеи-Бисау, председатель Военного комитета по восстановлению конституционного и демократического порядка Республики Гвинея-Бисау (2003).

## Биография
В 1963 году, в возрасте 16 лет, он вступил в движение, боровшееся за независимость страны движению за независимость страны — ПАИГК. В 1966 году он отправился в Болгарию для изучения электротехники и в 1971 году в Советский Союз, где он прошёл военную подготовку. После своего возвращения он был ответственным за артиллерию в так называемой «Войне в буше» против португальцев на границе с Гвинеей. После обретения Гвиней-Бисау независимости в 1974 году, он в 1976 году получил офицерское образование в Португалии.
В последующие годы он играл важную роль в руководстве ПАИГК. В 1980 году принял участие в перевороте против президента Луиша Кабрала. В 1991—1992 годах являлся заместителем командующего контингента Гвинеи-Бисау в миссии ООН в Анголе. В 1994 году был назначен начальником оперативного отдела Верховного командования.
В 1998 году он поддержал генерала Ансумане Мане в попытке свержения президента Жуана Бернарду Виейры, которая увенчалась успехом в мае 1999 года после гражданской войны. Новым президентом Кумба Ялой был назначен начальником генерального штаба армии и оставался лояльным к нему при попытке нового государственного переворота со стороны Мане в 2000 году.
Перед переворотом 2003 года предупреждал Ялу о возможном вмешательстве армии, если будут продолжаться задержки выплаты жалования военным и не будут проведены парламентские выборы.
В сентябре 2003 года стал организатором смещения Ялы с поста президента. В день переворота в интервью португальскому радио он заявил: «мы совершенно не боимся международного давления с целью восстановления прежнего правительства».
Внутри страны переворот имел широкую поддержку, но встретил осуждение из-за рубежа. Изначально Коррейя Сеабра заявлял, что останется во главе государства до следующих президентских выборов, однако в условиях международного давления заявил о передаче власти гражданскому лицу — Энрике Розе.
Получил пост председателя Национального Переходного Совета, некоего квази-парламента, который должен был служить площадкой для диалога различных политических сил. Этот совет, однако, имел полномочия по надзору за временным президентом и переходным правительством, и включал в себя много военных, то есть, фактически являлся правительством военных. Эта властная структура просуществовала до марта 2004 года, когда были проведены выборы и сформировано демократически избранное правительство.
Во время солдатского мятежа в октябре 2004 года был обвинён в невыплате жалования за службу в миротворческих силах в Либерии и плохих бытовых условиях проживания солдат. Убит солдатами.